# Calciatore dell'anno (Lussemburgo)
Il Calciatore lussemburghese dell'anno è un premio calcistico assegnato dal giornale Luxemburger Wort al miglior calciatore che milita nel campionato lussemburghese di calcio.

## Albo d'oro
- 1988 -  Denis Scuto, Jeunesse Esch
- 1989 -  Jean-Marc Rigaud, Spora Luxembourg
- 1990 -  Carlo Weis, Avenir Beggen
- 1991 -  Marc Birsens, Union Luxembourg
- 1992 -  Claude Ganser, Jeunesse Esch
- 1993 -  Luc Holtz, Etzella Ettelbruck
- 1994 -  Théo Scholten, Avenir Beggen
- 1995 -  Manuel Cardoni, Jeunesse Esch
- 1996 -  Manuel Cardoni, Jeunesse Esch
- 1997 -  Mikhail Zaritski, Sporting Mertzig
- 1998 -  Mikhail Zaritski, Sporting Mertzig
- 1999 -  Manuel Cardoni, Jeunesse Esch
- 2000 -  Manuel Cardoni, Jeunesse Esch
- 2001 -  Ahmed El Aouad, Hobscheid

- 2002 -  Frédéric Cicchirillo F91 Dudelange
- 2003 -  Ahmed El Aouad, Grevenmacher
- 2004 -  Laurent Pellegrino, Jeunesse Esch
- 2005 -  Stéphane Martine, F91 Dudelange
- 2006 -  Joris Di Gregorio, F91 Dudelange
- 2007 -  Joris Di Gregorio, F91 Dudelange
- 2008 -  Emmanuel Coquelet, F91 Dudelange
- 2009 -  Pierre Piskor, Differdange 03
- 2010 -  Daniel Huss, Grevenmacher[1]
- 2011 -  Daniel da Mota, F91 Dudelange[2]
- 2012 -  Aurélien Joachim, F91 Dudelange[3]
- 2013 -  Stefano Bensi, Fola Esch[4]
- 2014 -  Sanel Ibrahimović, Jeunesse Esch[5]
- 2015 -  Laurent Jans, Fola Esch
- 2016 -  David Turpel, F91 Dudelange
- 2017 -  Omar Er Rafikl, Differdange 03 / F91 Dudelange[6]
- 2018 -  David Turpel, F91 Dudelange[7]
- 2019 -  Danel Sinani